# Laives (Saône-et-Loire)
Laives is een gemeente in het Franse departement Saône-et-Loire (regio Bourgogne-Franche-Comté). De plaats maakt deel uit van het arrondissement Chalon-sur-Saône. Laives telde op 1 januari 2022 964 inwoners.

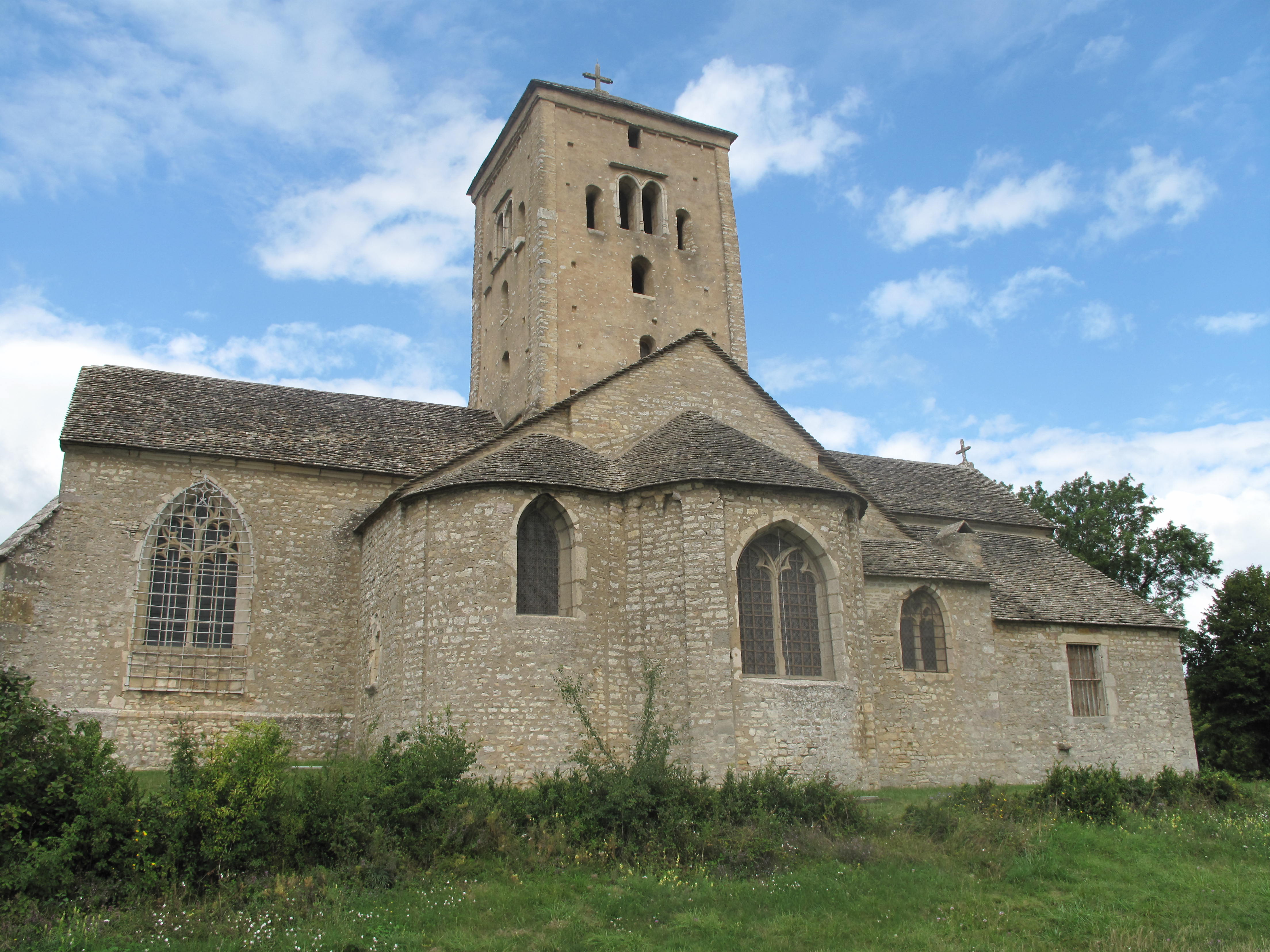
Kerk van St Martin
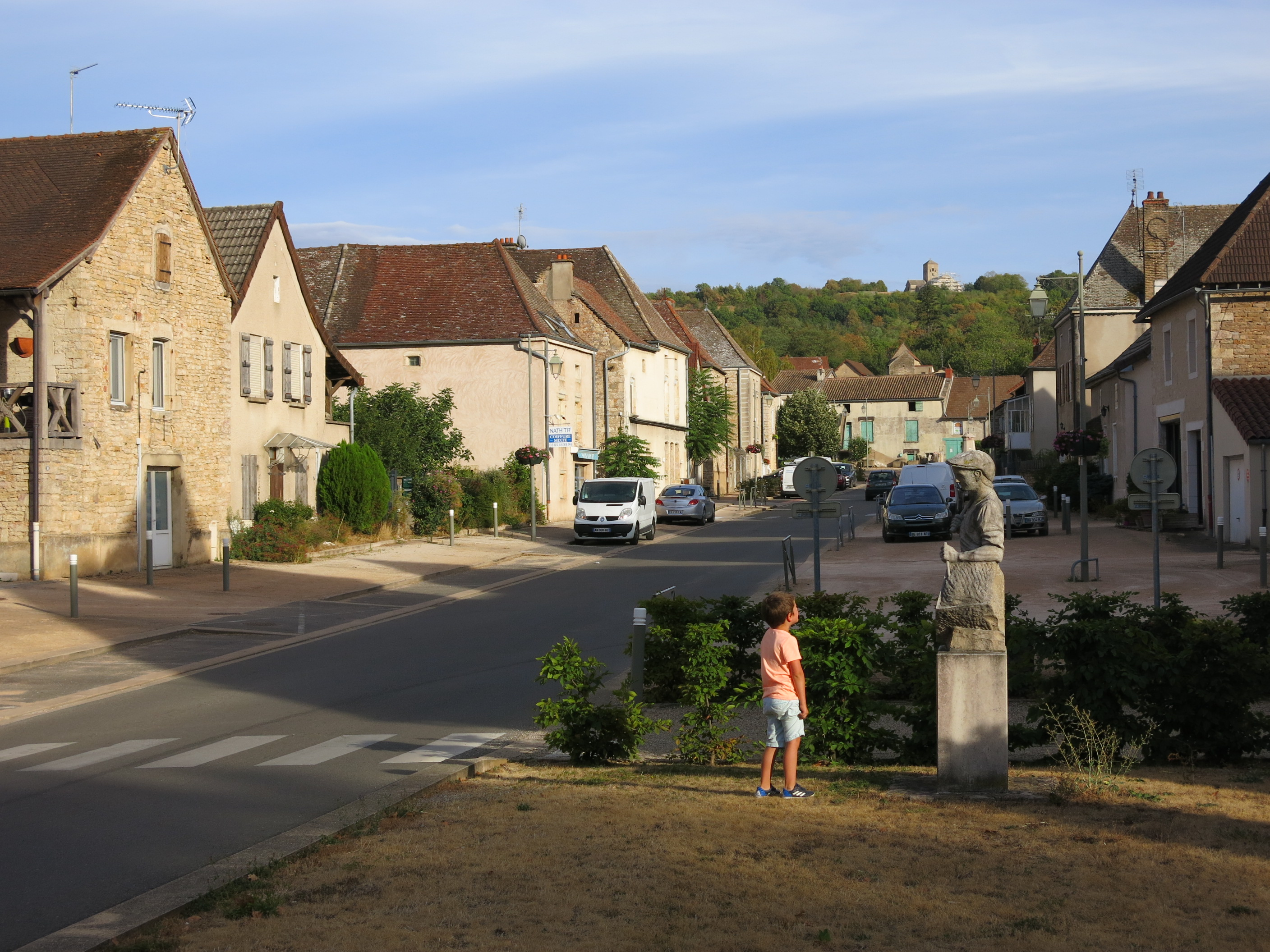
Centrum

## Geografie
De oppervlakte van Laives bedroeg op 1 januari 2022 12,62 vierkante kilometer; de bevolkingsdichtheid was toen 76,4 inwoners per km².

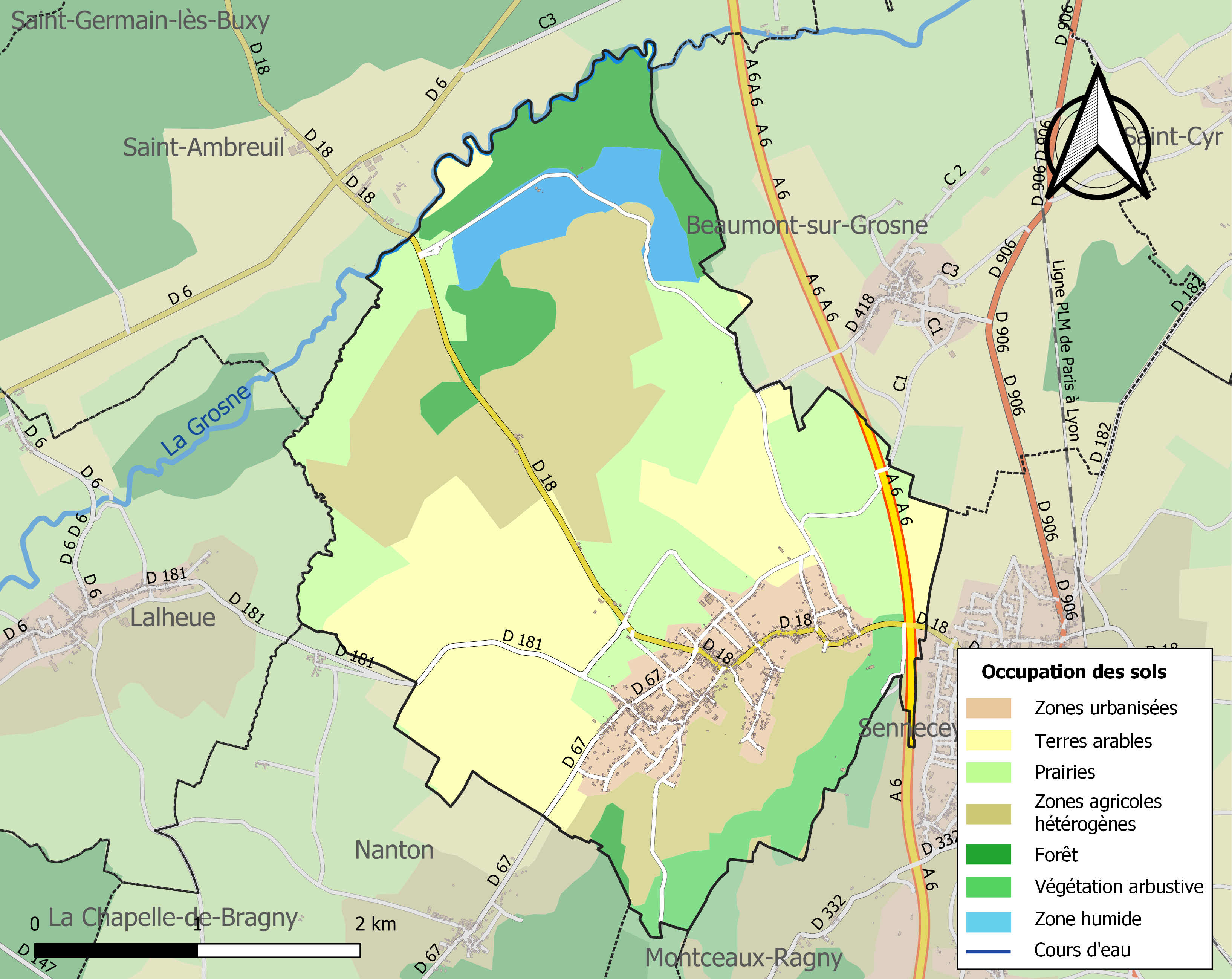
Kaart van de gemeente met de belangrijkste infrastructuur, bodemgebruik en omliggende gemeenten

## Demografie
Onderstaande figuur toont het verloop van het inwonertal (bron: INSEE-tellingen).